# Фрик, Джереми
Джереми Фрик (нем. Jérémy Frick; род. 8 марта 1993, Женева) — швейцарский футболист, вратарь клуба «Серветт».

## Клубная карьера
Воспитанник юношеских команд клубов «Коллекс-Босси», «Серветт» и «Олимпик Лион». За дублирующий состав последнего в 2011 году начал профессиональную карьеру, в котором провёл три сезона, приняв участие в 58 матчах чемпионата. Своей игрой за эту команду привлек внимание представителей тренерского штаба «Серветта», в состав которого на правах аренды присоединился в 2014 году. С 2015 по 2016 года защищал цвета клуба «Биль-Бьенн». В состав «Серветта» вернулся в 2016 году.

## Карьера за сборную
В 2023 году Фрика вызвали в национальную сборную Швейцарии на отборочные матчи чемпионата Европы 2024 года, но на поле он так и не появился.

## Достижения

### Индивидуальные
- Игрок месяца чемпионата Швейцарии: июль 2022[2][3]